# Benedict Kotlovker
Benedict Kotlovker (în rusă Бенедикт Катловкер; n. 11 iulie 1872, Soroca, gubernia Basarabia, Imperiul Rus) a fost un evreu basarabean, editor și jurnalist, poet-satirist, prozator și traducător rus și sovietic.

## Biografie
S-a născut în orașul Soroca din același ținut, gubernia Basarabia (Imperiul Rus), în familia profesorului și rabinului din Chișinău, Abraham Kotlovker (n. 1844 – d. 24 februarie 1907, Chișinău) și Zlatei (d. 8 ianuarie 1903, Chișinău). A studiat la gimnaziul Nr. 1 din Chișinău, apoi la secția medicală a Universității din Kiev, ulterior, a lucrat ca medic la Chișinău.
În 1897 la Petrograd, împreună cu Mihail Gorodețki și Alexandr Kogan a fondat editura „Kopeika” și societatea pe acțiuni cu același nume. Editura a publicat ziarul omonim și o serie de alte publicații, care au apărut în circulație mare în Rusia la acea vreme: „Gazeta-kopeika”, „Revista-kopeika” cu ilustrații, jurnalul umoristic „Listok-kopeika”, „Veselîi balagur”, „Albumul-kopeika”, săptămânalul „Panorama mondială” (1909-1918, în 1909-1913 a apărut ca supliment ilustrat pentru „Gazeta-kopeika”), revista ilustrată „Soarele Rusiei” (Солнце России), revistele „Valuri” (Волны; 1912-1917) și „Poșta zilnică” (Ежедневная почта; 1907-1916), revistă săptămânală de artă și satirică „Vampirul” (Вампир; 1906), romane de aventuri criminale, etc. Din 1909, ziarul „Kopeika” a fost publicat de aceiași editori la Moscova, precum și în alte orașe rusești.
Tirajul principalelor ediții ale ziarului „Kopeika” până în 1914 a ajuns la 250 de mii de exemplare. Atât edițiile de dimineață, cât și cele de seară ale ziarului costau suma simbolică de o copeică (față de prețul obișnuit de 5 copeici al majorității celorlalte ziare).
Katlovker a editat majoritatea acestor publicații, inclusiv „Panorama mondială”, „Poșta zilnică”, „Vampirul” și „Valuri”. În 1906 a publicat o carte de poezie satirică sub pseudonimul Тень („Umbră”); trei poezii din această carte: „Balada premierei” (Баллада о премьере), „Cântec care se plânge” (Жалобная песня), „Sincer! Cuplete” (Честное слово! Куплеты), au fost incluse în colecția „Satiră poetică a primei revoluții ruse: 1905-1907”. Sub același pseudonim a publicat poezii satirice în toate suplimentele din „Kopeika”.
După revoluția din Octombrie, a condus redacțiile ziarelor: „Ziarul muncitoresc” (Рабочая газета) și „Batrak” (Батрак). A predat la Institutul de Stat al jurnalismului. În 1926 a publicat articolul „Realizări moderne ale industriei tipografice în Europa de Vest și sarcinile sale imediate”. În anii 1930, a lucrat ca redactor-șef la editura „Garda tânără” (Молодая гвардия), apoi la editura Academiei de Arhitectură a URSS. În 1936, în traducerea lui Kotlovker, a fost publicată lucrarea lui Lewis Mumford: „De la o casă de bușteni la un zgârie-nori: un contur al istoriei arhitecturii americane” (1936). Sub redacția sa au fost publicate o colecție de documente și materiale intitulate „Monumente de arhitectură distruse sau deteriorate de invadatorii germani” (1942, 1944), monografia „Arhitectura rusă din lemn” (1942), un manual pentru universitățile de arhitectură și departamentele de arhitectură ale institutelor de inginerie civilă și industrială, numit „Structuri arhitecturale” (1944) și un catalog adnotat al editurii Academiei de Arhitectură a URSS pentru anii 1934-1944.
Sub pseudonimul „B. Reutski” a publicat romane de crimă și aventură din seria „Din notele unui psihiatru – Defileul morții” (Из записок психиатра» — «Ущелье смерти»; 1909, 1917), „Mâna răzbunătorului” (Рука мстителя; 1910), „Unu sau doi?” (Один или двое?; 1910); a fost, de asemenea, anunțat, dar nu și publicat romanul „Bandiți subacvatici” (Подводные бандиты; 1917)..
Soarta de după anul 1944 este necunoscută.